# Hirudinea
Los hirudíneos (Hirudinea) son una clase del filo anélidos, conocidos popularmente como sanguijuelas. Hay hirudíneos marinos, terrestres y arborícolas, pero la gran mayoría de especies son de agua dulce. Como sus parientes cercanos, los oligoquetos, comparten la presencia de un clitelo. Su desarrollada elasticidad y flexibilidad es sorprendente. Su longevidad media es de 27 años.
Hirudo es capaz de tragarse entera una lombriz tan larga como él. Son depredadores y se alimentan de pequeños gusanos, gasterópodos, crustáceos, larvas, renacuajos, alevines, etc.

## Anatomía
Su anatomía, aunque  sea similar en algunos aspectos a los poliquetos y oligoquetos, refleja su largo camino evolutivo y le distingue de los otros anélidos. Algunas tienen tres mandíbulas, ausentes en los otros grupos.
Los primeros segmentos o metámeros forman la cabeza (cefalización) y el resto el tronco. El cuerpo de las sanguijuelas se compone de un número constante de segmentos según el orden: los Acanthobdellida presentan 15, los Branchiobdellida presentan 30 y los Euhirudinea presentan 34 metámeros. El tegumento exterior, con un marcado anillamiento, no se corresponde con la metamerización interna. Respira por la piel.
El celoma está en gran parte lleno de tejido y reducido a un sistema de canales estrechos. Cada metámero tiene una capa externa (una delgada cutícula y epidermis), bajo la cual existe una capa de músculo circular y debajo, un sistema de músculos longitudinales. Han perdido los tabiques de separación de los metámeros, por lo que no pueden moverse por movimientos peristálticos como poliquetos y oligoquetos.
Todas tienen una ventosa ventral formada por los últimos seis segmentos del cuerpo, y es de una combinación del moco y de la succión causada por los músculos concéntricos formados por los músculos circulares de los segmentos, de donde se deriva la ventosa.
Como las lombrices de tierra, las sanguijuelas son hermafroditas.

### Aparato digestivo
Comenzando por la ventosa anterior (capula), sigue la mandíbula, luego la faringe que se extiende hasta el buche, el cual se dirige al intestino. El tracto digestivo acaba en un ano, donde finaliza en la ventosa posterior (cotilo). El buche es un tipo de estómago que trabaja como un compartimento de almacenamiento expansible. El buche permite que un hematófago almacene sangre hasta cinco veces el tamaño de su cuerpo (antes de la ingestión).

### Sistemas nervioso y sanguíneo
La cabeza posee formaciones nerviosas y órganos sensoriales (visuales, olfatorios, táctiles).
Con dos corazones, el sistema vascular incluye un vaso dorsal que transporta la sangre hacia el frente del gusano, y un vaso longitudinal ventral que transporta la sangre en la dirección opuesta. Los dos vasos están conectados por un seno vascular y por vasos laterales de varias clases.

### Excreción
Tienen de 10 a 17 pares de tubulos metanefridiales, un par por segmento, en el tercio medio del cuerpo. Como resultado de la reducción del celoma y la desaparición de los septos, los túbulos nefridiales están embebidos en el tejido conjuntivo y los nefrostomas sobresalen en los conductos celomáticos. Cada nefrostoma ciliado desemboca en una cápsula no cilada. La cavidad de la cápsula no comunica con el conducto nefridial. Este conducto se compone de un conducto principal con muchos canalículos ramificados. El conducto principal se ensancha en una vejiga urinaria que se abre al exterior por un nefridioporo ventrolateral. El revestimiento epitelial de los conductos celómicos es poroso con células similares a podocitos, así que la orina primaria se forma cuando el líquido celomático se filtra hacia el tejido conjuntivo que rodea a los canalículos. Las células canaliculares secretan sales dentro de la luz canalicular y el líquido que está ahora en el tejido conjuntivo pasa al interior del nefroducto. Cuando el agua fluye hacia la vejiga, las células que revisten el túbulo reabsorben las sales por lo que se concentra una orina hiposmótica, siendo entonces los nefridios importantes osmorreguladores. Los nefrostomas en este grupo cambiaron de ser excretores a defensivos, ya que tienen amebocitos que capturan y digieren material extraño.

### Nutrición
Los hirudíneos son depredadores y se alimentan de pequeños gusanos, gasterópodos, crustáceos, larvas, renacuajos, alevines, insectos, etcétera. Son capaces de tragarse entera una lombriz tan larga como él.
Solo algunas especies de sanguijuelas son hematófagas que atacan a vertebrados: anfibios, familias acuáticas de aves y reptiles y están especializados en peces y mamíferos.
Denominados ectoparásitos, no son realmente parásitos ya que llevan una vida independiente, siendo su alimentación una depredación sobre especies distintas. Se adhieren a su víctima y permanecen allí.
La sanguijuela medicinal, Hirudo medicinalis, que es originaria de Europa, ha sido usada para la sangría clínica durante miles de años. Los predadores de las sanguijuelas son peces, insectos acuáticos, cangrejos de río y otras especies de hirudíneos.
Todas las especies de hirudíneos producen exopeptidasas endógenas intestinales, que rompen las cadenas polímeras de aminoácidos, monómero por monómero, hasta degradar totalmente la molécula de proteína.
La degradación de la proteína la inicia por ambos extremos del polímero, tanto por el extremo amino como por el carboxilo. Se supone, que además de utilizar la arilamidasa (exopeptidasa propia), se ayuda de proteasas procedentes de bacterias simbióticas que habitan su tracto digestivo. Una vez degradadas las proteínas, las resintetiza en proteínas propias.
Esta forma de digestión es única en el reino animal. No sigue la misma secuencia que en los demás animales, porque las sanguijuelas no secretan endopeptidasas. Las exopeptidasas son muy prominentes en Erpobdella punctata norteamericana. La digestión exopéptica de los hirudíneos, un avance evolutivo, los distingue de los oligoquetos.
La deficiencia de enzimas digestivas, y más importante, la deficiencia de vitaminas, por ejemplo el complejo vitamínico B, es compensada por las enzimas y las vitaminas producidas por su microflora intestinal simbiótica.
Hirudo medicinalis mantiene esta relación digestiva simbionte con la bacteria Aeromonas hydrophila que, además, se mantiene en cultivo segregando el antibiótico natural penicilina que la protege a ella y a la sanguijuela.
Como ejemplo de sanguijuelas no hematófagas, Erpobdella punctata mantiene esta sociedad digestiva con tres bacterias simbiontes a la vez: Pseudomonas, Aeromonas y Klebsiella. Las bacterias pasan del progenitor a la progenie, con la cápsula de incubación ("cocoon").
(Véase también el artículo sobre Hirudo medicinalis).

## Cefalización y comportamiento
Las sanguijuelas comparten probablemente un antepasado común con los oligoquetos, como se refleja en algunas especies de rasgos intermedios entre los dos grupos. Aun sin tener un cerebro centralizado, como en los vertebrados, tienen un sistema nervioso diferenciado, muy evolucionado para un gusano, e incluso para la mayoría de los invertebrados, presentando una estructura cefálica. Esta estructura, dispuesta en forma de anillo en torno al tracto inicial del tubo digestivo, puede ser ya considerada un cerebro: un sistema de integración para estímulos e impulsos formado por células nerviosas. Se han podido obtener respuestas condicionadas a un estímulo, demostrando así una posibilidad de aprendizaje por parte ya de turbelarios (platelmintos), consistiendo en su capacidad de procurarse cnidoblastos urticantes, alimentándose de ellos, para transferirlos a su epitelio ciliado y ser usados como armas defensivas. Estas capacidades cognoscitivas son mayores en los gusanos más evolucionados, los anélidos, y aún más complejas en el grupo más evolucionado de los hirudíneos, capaz de cazar y depredar en peces de gran tamaño. Respuestas como huida, reconocer un peligro, tantear, cautela, etc.
Algunas especies de sanguijuelas cuidan de su cría, proporcionando alimento, transporte, y protección, que es un comportamiento inusual en un invertebrado.

## Taxonomía

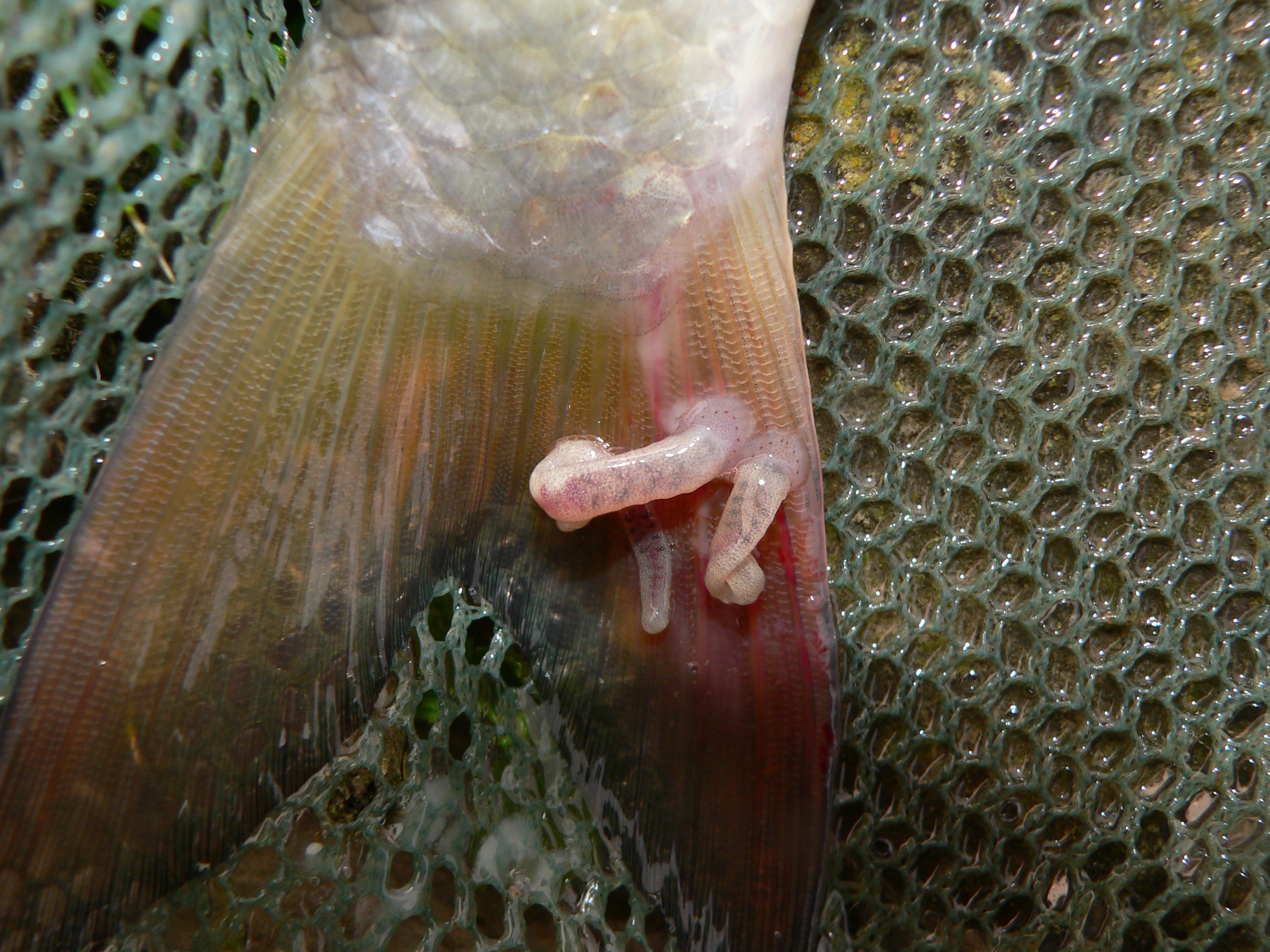
Cystobranchis (Rhynchobdellida) parasitando un pez

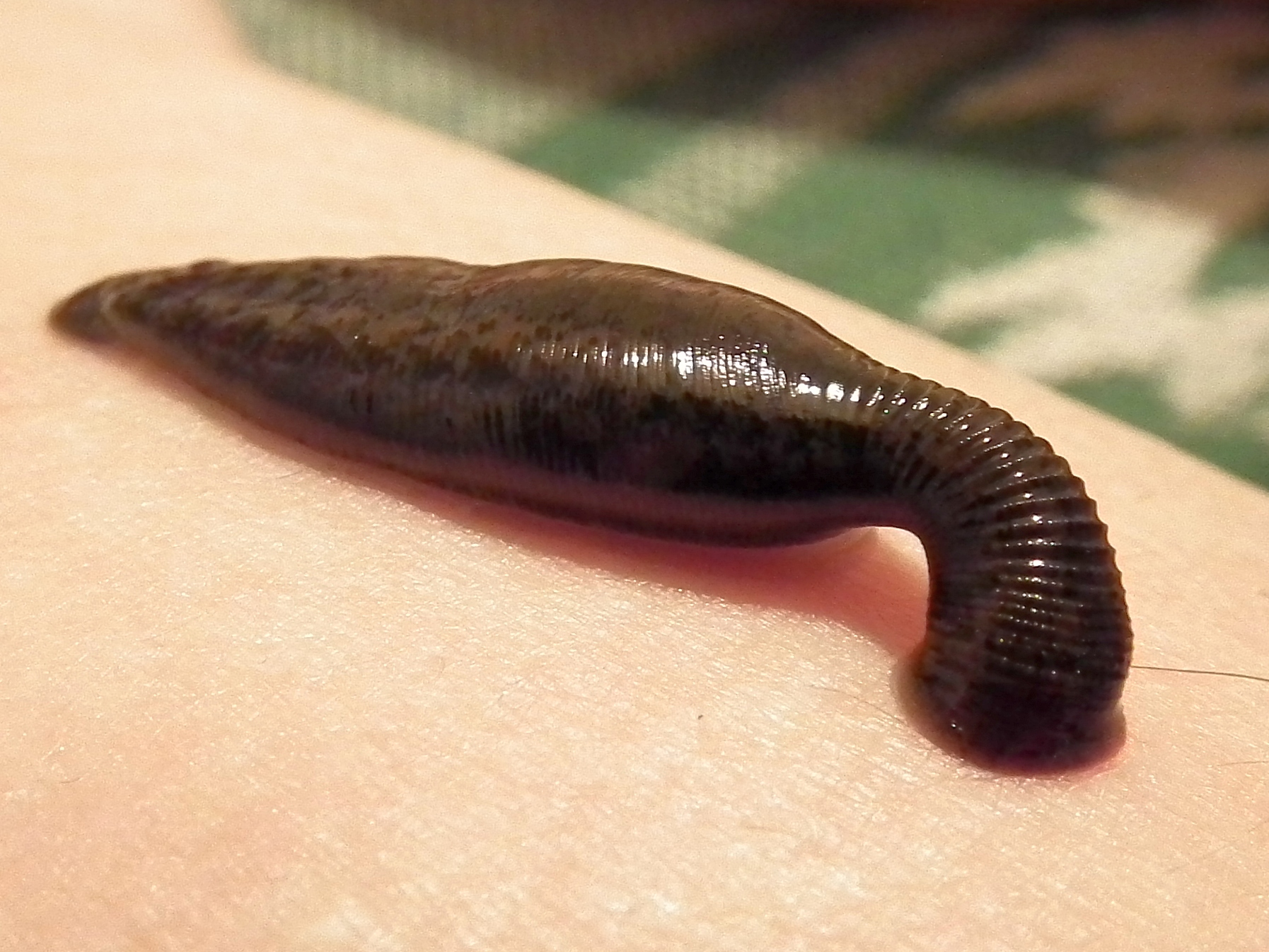
Sanguijuela medicinal (Arhynchobdellidae)

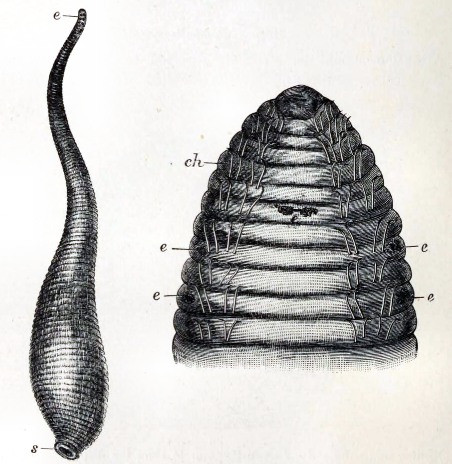
Acanthobdella

Las sanguijuelas verdaderas con dos ventosas (anterior y posterior), de la subclase Euhirudinea, están clasificadas en dos órdenes: 
- Orden Rhynchobdellida. Hirudíneos sin mandíbulas, con probóscide bucal evaginable, en forma de aguja hipodérmica, en una vaina retráctil; constan de dos o tres familias.
  - Familia Glossiphoniidae. Habitantes aplanados de las aguas dulces con una ventosa anterior mal definida.
  - Familia Piscicolidae. De hábitats marinos, con cuerpo cilíndrico y comúnmente, ventosa anterior marcada, y conspicua.
  - Familia Ozobranchidae. Sólo se reconoce un género, Ozobranchus, parásitos de tortugas; algunos científicos la consideran una subfamilia de la anterior.
- Orden Arhynchobdellida. Hirudíneos sin probóscide y con o sin mandíbulas. Las mandíbulas son dentadas. Tiene dos familias:
  - Familia Gnathobdellae. Hirudíneos de mandíbulas dentadas. Con cinco pares de ojos. A esta familia pertenecen la sanguijuela de los caballos (Haemopis sanguisuga) y la sanguijuela medicinal (Hirudo officinalis) que ataca a mamíferos y peces, con tres mandíbulas, cada una armada de cientos de minúsculos colmillos. La huella dejada por su mordedura es una Y invertida circunscrita en un círculo, como la insignia de la empresa automovilística Mercedes Benz. La subfamilia Hirudinae se caracteriza por hirudos acuáticos y la subfamilia Haemadipsinae por especies terrestres, como la especie del Asia tropical y subtropical Haemadipsa sylvestris que se cuelga de los árboles y arbustos en los bosques húmedos y se adhiere a los animales que pasan.
  - Familia Pharyngobdellae. Las llamadas worm-leeches en inglés, o chupasangres en el valle del Ebro, en España, en confusión con otras especies. De color verde oscuro a castaño amarillento pasando por tonos intermedios. Comunes en épocas pasadas, consisten en formas anfibias o dulceacuícolas que han perdido la capacidad de perforar los tejidos de la presa y succionar sangre. Son carnívoros con una boca grande y desdentada, capaz de tragar enteras a presas como lombrices de su mismo tamaño, renacuajos, alevines, larvas de insecto, nematodos, etc. Habitan aguas superficiales poco profundas, como manantiales, arroyos y canales de riego o acequias bien oxigenadas, siendo en el folclore, un indicador de la potabilidad de las aguas. Se conocen tres géneros, con una larga faringe, pero el tubo digestivo no tiene divertículos de fondo ciego para almacenar sangre. Tienen de seis a ocho pares de ojos. El género Erpobdella era el más común del sur de Europa. Actualmente, son difíciles de encontrar, estando ausentes de extensos lugares donde eran frecuentes.

Se organizan del siguiente modo:

|             | Acanthobdellidea                                                     |
|             |                                                                      |
| Euhirudinea | \| \| Arhynchobdellida \| \| \| \| \| \| Rhynchobdellida \| \| \| \| |
|             | \| \| Arhynchobdellida \| \| \| \| \| \| Rhynchobdellida \| \| \| \| |
|             | Arhynchobdellida                                                     |
|             |                                                                      |
|             | Rhynchobdellida                                                      |
|             |                                                                      |

|  | Arhynchobdellida |
|  |                  |
|  | Rhynchobdellida  |
|  |                  |

|             | Acanthobdellidea                                                     |
|             |                                                                      |
| Euhirudinea | \| \| Arhynchobdellida \| \| \| \| \| \| Rhynchobdellida \| \| \| \| |
|             | \| \| Arhynchobdellida \| \| \| \| \| \| Rhynchobdellida \| \| \| \| |
|             | Arhynchobdellida                                                     |
|             |                                                                      |
|             | Rhynchobdellida                                                      |
|             |                                                                      |

|  | Arhynchobdellida |
|  |                  |
|  | Rhynchobdellida  |
|  |                  |

## Distribución y población
Se encuentran mundialmente en todos los hábitats húmedos o acuáticos, excepto polares y marinos.
Las sanguijuelas están protegidas en numerosos países por su disminución, consecuencia de la destrucción de su hábitat y la polución. Al final del siglo XIX, por ejemplo, más de 50 millones de sanguijuelas medicinales poblaban los pantanos y estanques de Francia. Esta situación derivó a qué comerciantes franceses buscasen en territorios aledaños el preciado insumo médico, conllevando en el caso español a una explosión del mercado de sanguijuelas, a un incremento de sus precios e incluso a una respuesta tanto gubernamental (prohibiendo temporalmente el comercio exterior) como científico-técnico, buscando posibles soluciones para paliar la situación de insostenibilidad a la que conducía el abuso en la gestión del recurso e incrementar las poblaciones locales. 
Hoy en día esta especie está extinta en estado salvaje. La desecación y polución de humedales, los pesticidas, la introducción de especies exóticas, entre otros, han exterminado esta especie y han convertido en raras a la mayoría de las otras especies.[cita requerida]